# نیکول کراوس
نیکول کراوس (انگلیسی: Nicole Krauss؛ زادهٔ ۱۸ اوت ۱۹۷۴) یک رمان‌نویس اهل ایالات متحده آمریکا است. کتاب‌هایش تاکنون به ۳۵ زبان ترجمه شده‌است. او در رده معروفترین نویسندگان آمریکا قرار دارد.
نیکول کرواس، زادهٔ ۱۸ اوت ۱۹۷۴، نویسنده و رمان‌نویس آمریکایی است. او از نسل سوم مهاجران پس از جنگ لهستان است که به آمریکا مهاجرت کردند. کراوس در آغاز، گزارشگر نیویورکر بود و به کشورهای سابق بلوک شرق سفر می‌کرد و شرح حال‌هایی از وضعیت سیاسی و خاطره‌های شخصی آدم‌های آن منطقه تهیه می‌کرد. این نویسنده اولین رمان خود، «مردی به داخل اتاق می‌آید» را در سال ۲۰۰۲ نوشت که توسط سوزان سانتاگ، نویسنده، فیلمساز و فعال برجستهٔ آمریکایی تحسین شد و به فینال مسابقهٔ کتاب لس آنجلس تایم راه یافت

## زندگی
کراوس در منهتن نیویورک متولد شد، و دوران کودکی خود را در لانگ آیلند گذراند. پدرش آمریکایی یهودی و مادرش انگلیسی یهودی بود.
کراس نوشتن را از سن نوجوانی آغاز کرد و بیشتر نوشته‌هایش به صورت شعر بودند. او در سال ۱۹۹۲ در دانشگاه استنفورد ثبت‌نام کرد و در پاییز همان سال با ژوزف برودسکی آشنا شد. برودسکی مدت سه سال روی سروده‌های کراوس کار کرد. سپس او را با نویسندگانی همچون ایتالو کالوینو آشنا نمود. کراوس در رشته زبان انگلیسی فارغ‌التحصیل شد و برای سروده‌هایش چندین جایزه دریافت کرد.
گراوس در سال ۱۹۹۹، یعنی سه سال بعد از درگذشت برودسکی، برنامه مستندی در رادیو بی‌بی‌سی ۳ دربارهٔ برودسکی تهیه کرد.

## زندگی شخصی
کراوس در ماه جون ۲۰۰۴ با رمان‌نویس، جاناتان سفرن فور، ازدواج کرد و حاصل این ازدواج دو دختر می‌باشد. کراوس در سال ۲۰۱۴ از همسرش جدا شد. او هم‌اکنون در محله بروکلین واقع در شهر نیویورک زندگی می‌کند.